# Cantó d'Ajaccio-6
El cantó d'Ajaccio-6 és una antiga divisió administrativa francesa situat al departament de Còrsega del Sud i la regió de Còrsega. Va existir de 1982 a 2015.

## Geografia
El cantó és organitzat al voltant d'Ajaccio dins el districte d'Ajaccio. La seva altitud vaira de 0 m (Ajaccio) a 787 m amb una altitud mitjana de 38 m.

## Consellers generals
| Data d'elecció | Identitat             | Partit | Qualitat |
| -------------- | --------------------- | ------ | -------- |
| 1982-2001      | Jacques Simongiovanni | DVD    |          |
| 2001-2009      | Jean Casili           | UMP    |          |
| 2009-2015      | Nathalie Ruggieri     | UMP    |          |

## Composició
| Ajaccio | 52 880 (1) | 20000 | 2A004 |

(1) Fracció de comuna